# کله‌پاچه

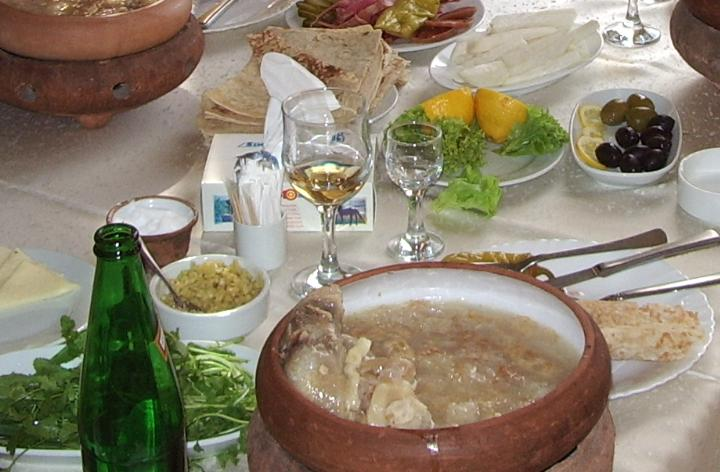
خاش در ارمنستان

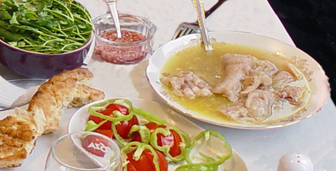
در قفقاز

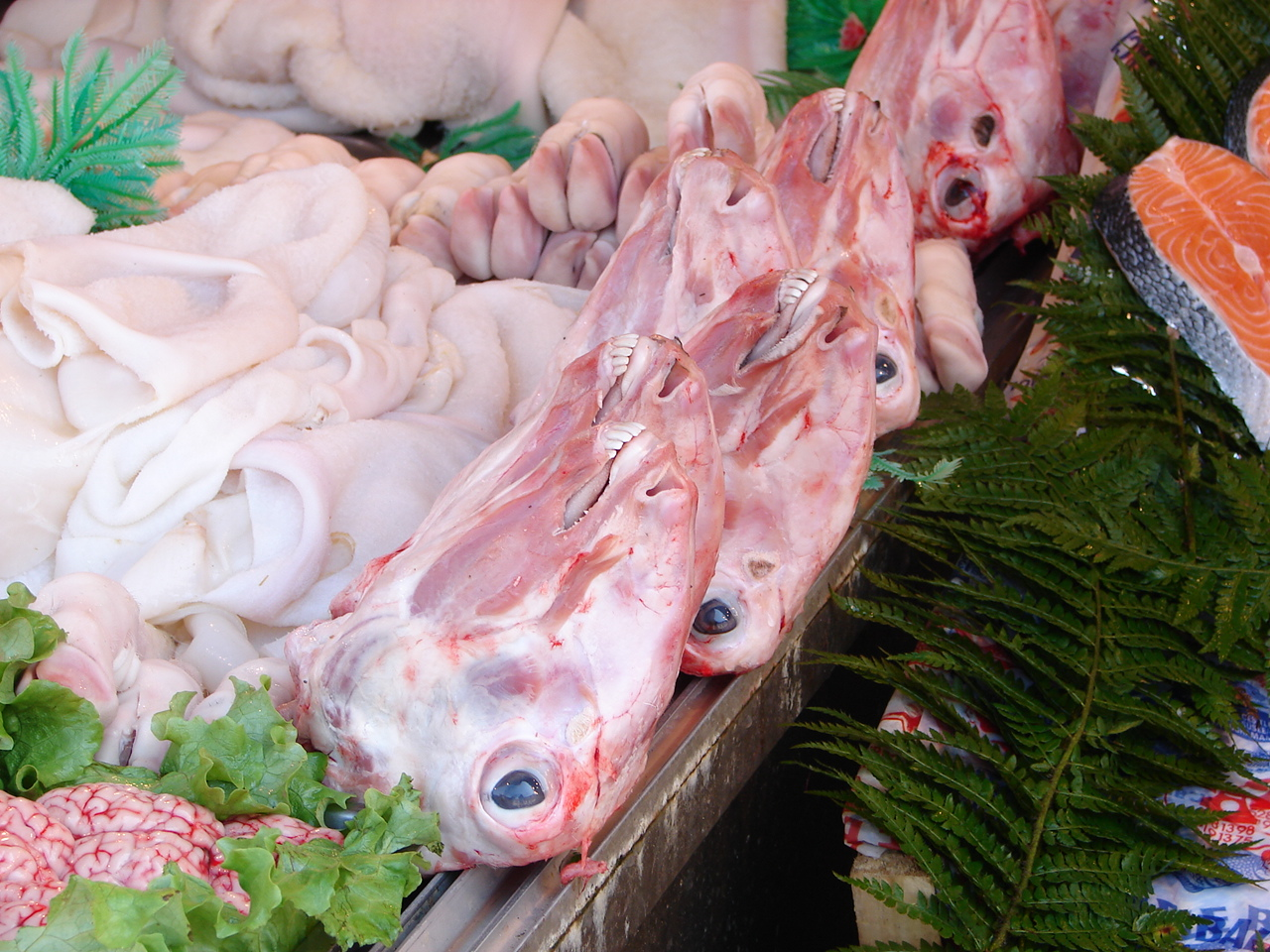
در ترکیه

کله‌پاچه یک غذای سنتی است که در خاورمیانه و قفقاز جنوبی و نروژ متداول است. روش طبخ آن در کشورهای مختلف کمابیش مشابه است و در ایران و ترکیه، کله پاچه، در کشورهای عربی «باجَة» (برگرفته از «پاچهٔ» فارسی)، در کردستان سه‌ر و پێ یا که‌ل و پاچه، در بلغارستان پاچه، و در قفقاز جنوبی (ارمنستان، آذربایجان و گرجستان) خاش می‌نامند در نروژ این غذا به اسمالاهووه معروف است و در شب کریسمس بسیار طرفدار دارد بر اساس آداب و رسوم غذا خوردن نروژی‌ها، در ابتدا باید گوش و چشم‌های آن خورده شود.این غذا در نظرسنجی در ایران بهترین غذا انتخاب شده است.
این غذا بسیار چرب و پر انرژی است. کسانی که چربی خون بالا دارند یا کلسترول و اسید اوریک خونشان بالاست و مبتلا به نقرس هستند، باید از مصرف کله‌پاچه اجتناب کنند. کله‌پاچه از پختنِ سر و دست و پا و اندام‌های درونی گوسفند (در جنوب قفقاز گوساله) تهیه می‌شود. اجزای این غذا شاملِ بناگوش، زبان، مغز، چشم، گوشت صورت و پاچه است. واحد شمارش کله پاچه «دست» است و هر دست شامل یک‌کله و چهار پاچه می‌شود. آب این غذا نیز به‌عنوان پیش‌غذا به همراه نان خورده می‌شود و گاهی با آب نارنج خورده می‌شود.
کله‌پاچه غذایی دیرپز است و طبخِ آن زمان زیادی طول می‌کشد. کله‌پاچه را گاه با آبلیمو سرو می‌کنند.
کله‌پاچه در ایران معمولاً در رستوران‌های خاصی به نام کله‌پزی یا طباخی سِرو می‌شود. کله‌پزها تقریباً همیشه سر کار هستند. مواد اولیه صبح به دست طباخ می‌رسد. طباخ تا ظهر آن را پاک و آماده طبخ می‌کند و سرانجام از ظهر تا صبح فردا آن را می‌پزد. بر اساس یک سنت قدیمی، شب‌های پایانی ماه رمضان یا به عبارتی ۲۳ رمضان فروش کله‌پزها زیاد می‌شود و مشتریان بیشتری تمایل به خرید کله پاچه دارند. در فرهنگ بعضی از شهرهای ایران، در شب ۲۷ رمضان که شب قصاص قاتل علی بن ابی‌طالب، ابن ملجم، است، بیشتر مردم آن شهر «کله‌پاچه» می‌خورند و بر قاتل لعنت می‌فرستند.
در ارمنستان برای درمان خماری از کله‌پاچه استفاده می‌کنند.
در مناطق غربی استان کرمانشاه کله‌پاچه همراه با برنج خورده می‌‌شود و به آن «کله‌پاچه‌پلو» گفته می‌شود.

## پیشینه
در سال ۱۳۹۲ خورشیدی، هیئت باستان‌شناسی ایران و ایتالیا، در گورهای کشف شده در محوطه باستانی چلو در استان خراسان شمالی، ظروفی سفالی یافتند که در آن بقایای کله و پاچه دیده شد. این گورها مربوط به ۳۷۰۰ تا ۴۲۰۰ سال پیش هستند و به گفته کارشناسان، در کنار برخی اجساد، ظرفی به شکل کاسه گذاشته شده‌است که در آن بقایای سر گوسفند و چهار پاچه قابل رؤیت است. این موضوع نشان می‌دهد که احتمالاً کله پاچه غذای محبوب آن‌ها بوده که پس از مرگ به آن‌ها هدیه شده‌است.